# Torrubia del Campo
Torrubia del Campo é um município da Espanha na província de Cuenca, comunidade autónoma de Castilla-La Mancha, de área 53,20 km² com população de 349 habitantes (2007) e densidade populacional de 6,28 hab/km².

## Demografia
| Variação demográfica do município entre 1991 e 2004 | Variação demográfica do município entre 1991 e 2004 | Variação demográfica do município entre 1991 e 2004 | Variação demográfica do município entre 1991 e 2004 |
| --------------------------------------------------- | --------------------------------------------------- | --------------------------------------------------- | --------------------------------------------------- |
| 1991                                                | 1996                                                | 2001                                                | 2004                                                |
| 380                                                 | 373                                                 | 331                                                 | 334                                                 |